# Cyathodium aureonitens
Cyathodium aureonitens là một loài rêu trong họ Targioniaceae. Loài này được (Griff.) Mitt. mô tả khoa học đầu tiên năm 1898.